# Natixis
Natixis S.A. is een Franse financierings- en investeringsbank. Met een beheerd vermogen van € 1.232 miljard in 2024, is het een van de belangrijkste investeringsbanken ter wereld. 
Het werd op 17 november 2006 opgericht door de fusie van de investerings- en financieringsbanken van  Banque Populaire en Caisse d'Epargne. 
Het is een onderdeel van de bankengroep Banques Populaires Caisses d’Epargne (BPCE), die 100% van de aandelen in Natixis bezit. BPCE zelf ontstond in 2009 door de fusie van de Groupe Banque Populaire en de Groupe Caisse d'Epargne. 
Naast financieringen en investeringen is Natixis ook actief als spaarbank en levert het gespecialiseerde financiële diensten. Natixis is aanwezig in 68 landen.
In 2021 heeft BPCE Nataxis volledig overgenomen en werd de notering op Euronext Parijs beëindigd.
In Nederland is het sinds 2024 aandeelhouder van Emendo Capital. Emendo richt zich op de volgende activiteiten: Fusies en overnames, financieringstrajecten en herstructureringen.